# Endasys gracilis
Endasys gracilis är en stekelart som beskrevs av Luhman 1990. Endasys gracilis ingår i släktet Endasys och familjen brokparasitsteklar. Inga underarter finns listade i Catalogue of Life.